# George R. Knight
George Raymond Knight (1941) é historiador e educador estadunidense, membro da Igreja Adventista do Sétimo Dia. Ele é professor de história da Igreja na Universidade Andrews.

## Biografia
Knight se converteu à Igreja Adventista do Sétimo Dia pelo ministério de Ralph Larson. Ele completou um Bacharelado em Artes no Pacific Union College, Mestrado de Artes e Mestrado em Divindade na Universidade Andrews, e em 1976 um Doutorado de Educação na Universidade de Houston.
Em 2014, ele é considerado a voz mais vendida e influente nas últimas três décadas dentro da denominação.

## Livros Publicados
- 2013. Turn Your Eyes Upon Jesus
- 2012. A. T. Jones: Point Man on Adventism's Charismatic Frontier
- 2012. Exploring Thessalonians
- 2010. William Miller and the Rise of Adventism.
- 2010. Exploring Romans
- 2009. Sin and Salvation: God's Work for Us and In Us
- 2009. Exploring the Letters of John and Jude.
- 2008. Lest We Forget.
- 2008. The Apocalyptic Vision and the Neutering of Adventism.
- 2008. The Cross of Christ: God's Work For Us
- 2007. If I Were the Devil: Seeing Through the Enemy's Smoke Screen[3]
- 2006. Philosophy and Education: An Introduction in Christian Perspective.
- 2004. Exploring Galatians and Ephesians: A Devotional Commentary[4]
- 2004. Exploring Mark: A Devotional Commentary[5]
- 2004. Joseph Bates: The Real Founder of the Seventh-day Adventism[6]
- 2003. Exploring Hebrews: A Devotional Commentary[7]
- 2003. Anticipating the Advent.
- 2002. Walking with Paul through the Book of Romans.
- 2001. Organizing to beat the devil: The development of Adventist Church structure[8]
- 2000. A search for identity: The development of Seventh-day Adventist beliefs;[9] excerpt "What is Adventist in Adventism? Adventist Review online exclusive, 14 June 2001
- 1999. A Brief History of Seventh-day Adventists[10]
- 1999. Walking With Ellen White: Her everyday life as a wife, mother, and friend[11]
- 1998. Philosophy and Education: An Introduction in Christian Perspective.
- 1998. A User-Friendly Guide to the 1888 Message.
- 1998. Ellen White's World: A fascinating look at the times in which she lived[12]
- 1997. Reading Ellen White: How to understand and apply her writings[13]
- 1996. Meeting Ellen White: A fresh look at her life, writings and major themes[14]
- 1995. Hebrews: Full of Assurance for Christians Today.
- 1995. The Fat Lady and the Kingdom.
- 1994. I Used to be Perfect: A Study of Sin and Salvation.
- 1993. Millennial Fever and the End of the World: A Study of Millerite Adventism[15]
- 1990. My Gripe with God: A Study in Divine Justice and the Problem of the Cross.
- 1989. Angry Saints: Tensions And Possibilities In The Adventist Struggle Over Righteousness By Faith[16][17]
- 1987. From 1888 to Apostasy: The Case of A. T. Jones[18]
- 1985. Myths in Adventism.
- 1983. Early Adventist Educators[19]
- 1982. Issues and Alternatives in Educational Philosophy.